# Ноемберян
Ноемберя́н (арм. Նոյեմբերյան) — город и община на северо-востоке Армении в Тавушской области.

## География
Расположен в 191 км от Еревана, на ветке Ереван — Тбилиси.
Рядом с городом находятся сёла Кохб (в 4 км), Довех и Джуджеван. В 22 км к юго-востоку от железнодорожной станции Айрум.
В нескольких километрах от города проходит граница с Азербайджаном.
Ноемберян находится в горной местности, на северо-восточном склоне Гугаркского горного хребта, к югу от города находятся склоны хребта Воскепар, к северу и западу — хребта Гугарац.
Примерно в 5 км к западу находится местность Сроцаанк, откуда в прошлом экспортировали в Персию и Турцию точильный камень.
Рядом есть церкви, старинное место поселения, крепость, кладбища. До революции 1917 года Ноемберян был в составе Газахской провинции.
С 1938 года - административный центр района с одноименным названием.
Климат субтропический, лето продолжительное жаркое, зима относительно мягкая.
Средняя влажность воздуха летом равна 57-63 %, зимой — 80-82 %.
Скорость ветра колеблется от 4,5 до 5,2 м/с.

## История
По словам главы Тавушской области Армена Гуларяна, окрестности Ноемберяна, в частности автодорога Ноемберян-Иджеван, систематически обстреливаются со стороны Азербайджана из оружия разных калибров. 26 апреля 2005 года на участке Иджеван-Газах армяно-азербайджанской границы состоялся мониторинг миссии ОБСЕ.

## Экономика
Ноемберянский район издавна знаменит растущими там высококачественными персиками.
В Ноемберяне есть гостиницы, рестораны,  две церкви, одна начальная и одна средняя школа, музыкальная школа, спортивная школа, детские сады, колледжи, кинотеатр, телестудия, медицинский центр, кафе, детское кафе.
Вблизи находятся монастыри Св. Саркис и Мшкаванк.
Близ одного из соседних сёл — Техут, расположено крупное медно-молибденовое месторождение — Техутское; запасы медно-молибденовой руды на месторождении составляют около 450 млн тонн. В данный момент месторождение в стадии разработки.
Завод «Артамете», работал с конца 1980-х до середины 1990-х

## Галерея

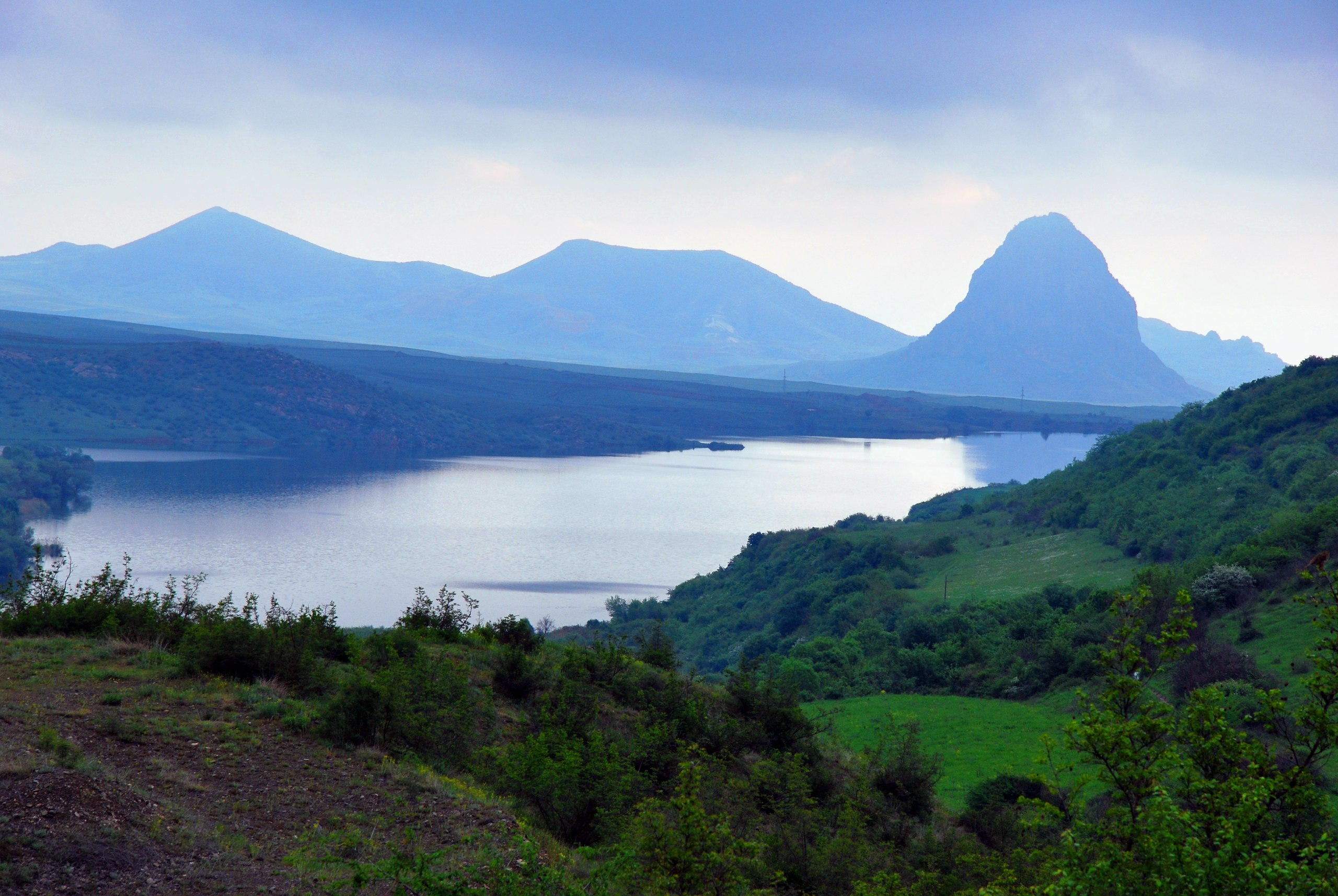
По дороге в Ноемберян
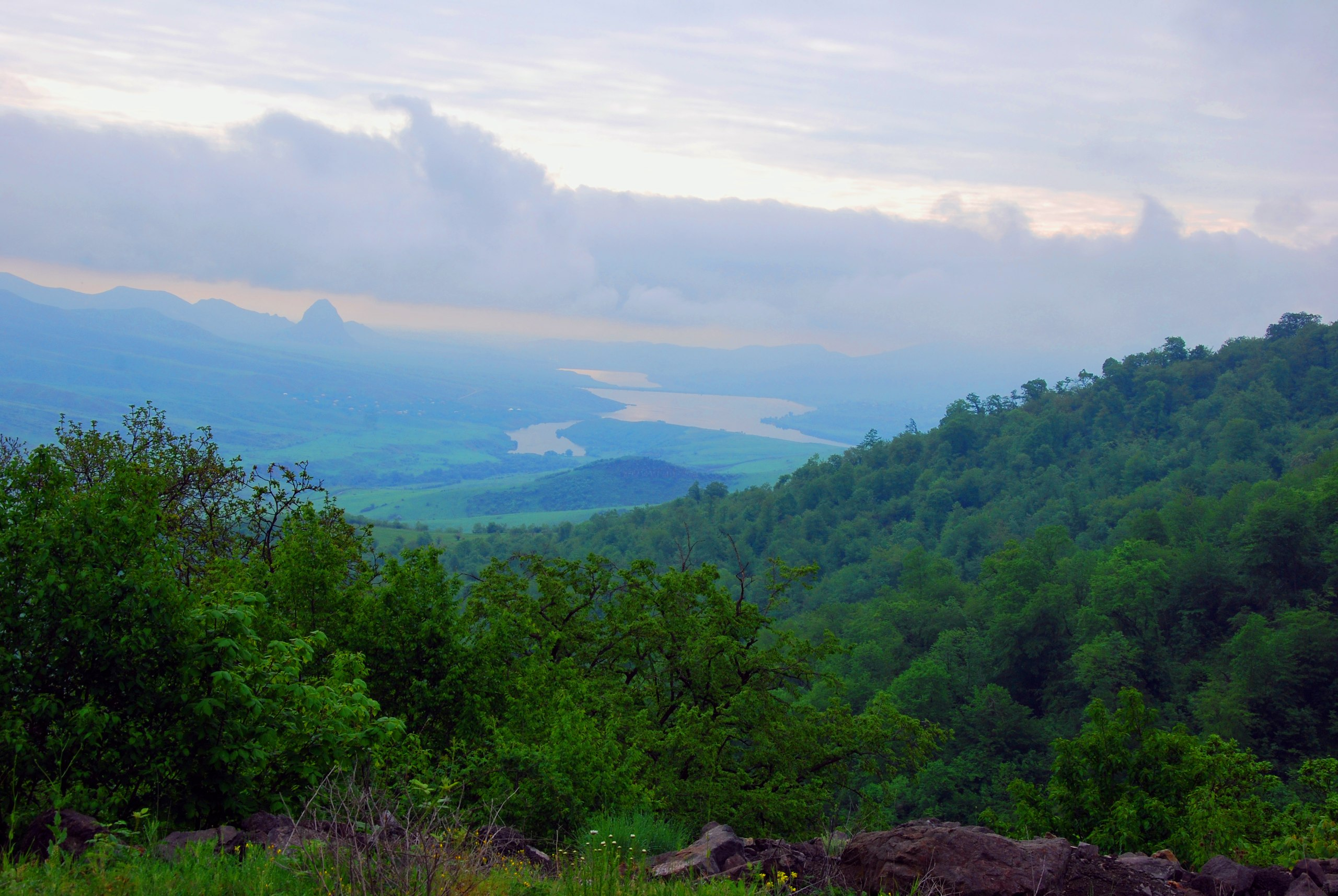
По дороге в город
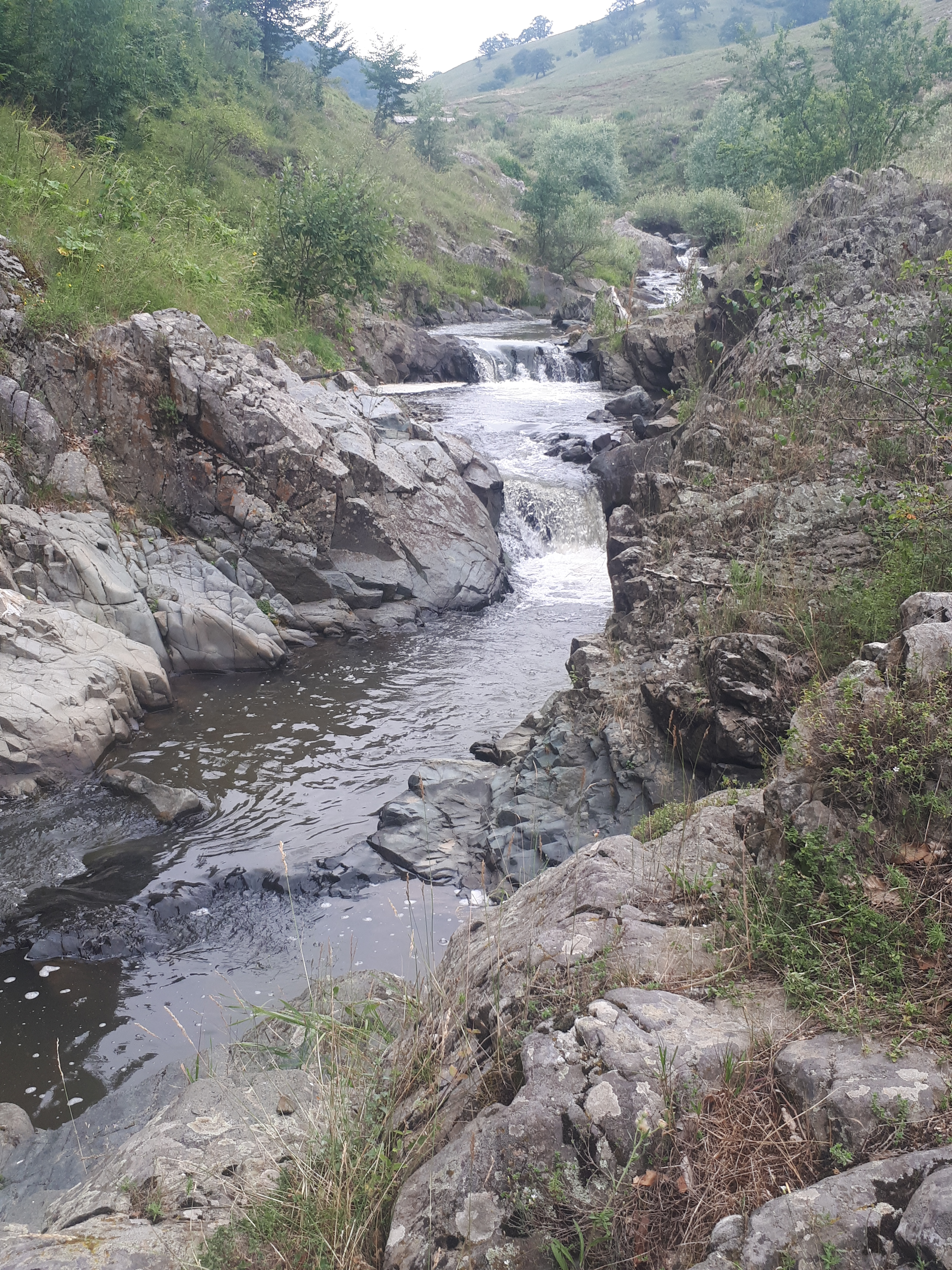
Горная река